# Distrito electoral de Dannebrog (condado de Howard, Nebraska)
Dannebrog (en inglés: Dannebrog Precinct) es un distrito electoral ubicado en el condado de Howard en el estado estadounidense de Nebraska. En el Censo de 2010 tenía una población de 599 habitantes y una densidad poblacional de 8,37 personas por km².

## Geografía
Dannebrog se encuentra ubicado en las coordenadas 41°7′7″N 98°34′55″O / 41.11861, -98.58194. Según la Oficina del Censo de los Estados Unidos, Dannebrog tiene una superficie total de 71.52 km², de la cual 70.34 km² corresponden a tierra firme y (1.66%) 1.19 km² es agua.

## Demografía
Según el censo de 2010, había 599 personas residiendo en Dannebrog. La densidad de población era de 8,37 hab./km². De los 599 habitantes, Dannebrog estaba compuesto por el 94.49% blancos, el 0.67% eran afroamericanos, el 0.83% eran amerindios, el 1% eran asiáticos, el 0.33% eran isleños del Pacífico, el 0.67% eran de otras razas y el 2% pertenecían a dos o más razas. Del total de la población el 3.01% eran hispanos o latinos de cualquier raza.